# Charles Debeur
Charles T. G. Debeur (Elsene, 24 maart 1906 - aldaar, 1981) was een Belgisch schermer en industrieel.

## Levensloop
Debeur nam driemaal deel aan de Olympische Zomerspelen in het onderdeel degen, met name in 1928 te Amsterdam, 1936 te Berlijn en 1948 te Londen. Daarnaast maakte hij in 1952 te Helsinki deel uit van het Belgisch schermteam, maar trad hij niet aan. Wel had hij er de eer de vlag te dragen tijdens de openingsceremonie. Individueel behaalde hij zijn beste resultaat op de Spelen van 1936 met een vijfde plaats. In 1928 werd hij zevende en in 1948 achtste. Met het Belgisch team werd hij in 1928 vierde (samen met Charles Delporte, Léon Tom, Émile Barbier, Georges Dambois en Xavier de Beukelaer) en in 1936 (samen met Raymond Stasse, Robert 't Sas, Hervé du Monceau de Bergendael, Jean Plumier en Marcel Heim) en 1948 (samen met Léopold Hauben, Raymond Bru, Jean Radoux, Raoul Henkaert en Raymond Stasse) telkens vijfde.
Daarnaast behaalde hij zilver op de wereldkampioenschappen van 1929 te Napels met het Belgisch team (voorts bestaande uit Raymond Bru, Xavier de Beukelaer en Robert t'Sas) in het onderdeel floret en eveneens met het Belgisch team (voorts bestaande uit Émile Barbier, Xavier de Beukelaer, Charles Delporte, Willy Osterrieth en Léon Tom) goud op het WK van 1930 te Luik in het onderdeel degen. In 1943 werd hij voorzitter van de Société Royale L'Ixelloise. Ook zetelde hij in het uitvoerend bestuur van de FIE, waarvan hij tevens enige tijd ondervoorzitter was.
Debeur kreeg een laatste rustplaats op de Begraafplaats van Elsene. In het Jubelpark te Brussel werd het Schermsportmuseum naar hem vernoemd. Zijn zoon Jacques was ook actief in het schermen.